# Nacionalni park Mljet
Nacionalni park Mljet obuhvaća sjeverozapadni dio otoka Mljeta, koji se proteže područjem od 5375 hektara zaštićenog kopna i okolnog mora. To je područje 11. studenoga 1960. godine proglašeno nacionalnim parkom i predstavlja prvi institucionalizirani pokušaj zaštite izvornog ekosustava na Sredozemlju.

## Opći podaci
Nacionalni park Mljet obuhvaća zapadnu trećinu otoka Mljeta, od područja Crna klada do najzapadnije točke otoka, rta Goli. U sastav nacionalnog parka ulaze naselja Polače (glavna turistička i putnička luka), Goveđari (u čiji sastav ulaze naselja Babine Kuće (najstarije naselje na Jezerima), Soline (malo mjesto na ulazu u Veliko jezero) i Pristanište (mjesto s poštom i upravom nacionalnog parka) te Pomena (bivše ribarsko naselje stanovnika Goveđara, a danas mjesto s jedinim hotelom na otoku).

## Značajke Nacionalnog parka Mljet
Nacionalni park "Mljet" proglašen je područjem posebne namjene zbog:
- Jedinstvenog panoramskog izgleda razvedenih obala, klifova, hridina i brojnih otočića, te bogate ortografije okolnih brda što se strmo izdižu iznad morske površine zaklanjajući brojna krška polja i drevna naselja u kamenu. Njegova vanjska obala, otvorena južnom moru, strma je i puna garma - urušenih špilja. Obala okrenuta kopnu i buri niža je i pristupačnija
- Sustava Velikog i Malog jezera što predstavljaju jedinstveni geološki i oceanografski fenomen u kršu, značajan u svjetskim razmjerima. Ova dva jedinstvena morska jezera, bila su prvotno, oko 10.000 godina, slatkovodna, negdje sve do početka kršćanske ere. Jedino na obalnim stijenama nalaze se endemične dalmatinske biljke poput dubrovačke zečine
- Lijepo razvijenog bogatog šumskog pokrova što je donedavna prekrivao velike površine obala Mediterana, a danas se rijetko kao ovdje zadržao u svom izvornom obliku. Na području mljetskih jezera šuma se spušta do samih obala jer su jezera zaštićena od udara jakih vjetrova pa su i valovi manji
- Otočića Svete Marije na Velikom jezeru s drevnim benediktinskim samostanom Sv. Marije i crkvom koji datiraju iz 12. stoljeća. Otočić je zbog svog izuzetnoga estetskoga ugođaja i snažne duhovno-kulturne dimenzije svojevrsni simbol otoka i nacionalnog parka "Mljet"
- Lokaliteta Polače kao sklopa kulturno-povijesnih znamenitosti s rimskom palačom i fortifikacijskim sklopom, te ranokršćanskim bazilikama uklopljenim u živopisan, od vjetrova zaštićeni zaljev
- Izuzetne kulturno-povijesne baštine koja u neprekinutom slijedu od vremena ilirskih plemena i Rimskog Carstva te Dubrovačke Republike doseže sve do današnjih dana

## Biljni i životinjski svijet

### Biljni svijet
Vegetacija nacionalnog parka Mljet je vrlo bujna zbog čega Mljet nazivaju Zelenim otokom. Šuma alepskog bora oko jezera se smatra najočuvanijom i najljepšom šumom te vrste na Mediteranu. Izvorne šume hrasta crnike ili česvine, uz šumu Dundo, na otoku Rabu, najočuvanije su na Jadranu. Mljet je bogat brojnim endemima među kojima su najpoznatiji dubrovačka zečina (latinski: Centaurea ragusina), Jupiterova brada (latinski: Anthyllis barba-jovis) i drvenasta mlječika (latinski: Euphorbia dendroides).

### Životinjski svijet
Kopnena fauna je dosta osiromašena nakon što je 1909. godine na Mljet donesen indijski mali mungos (latinski: Herpestes auropunctatus), vrsta grabežljivca koji uništava zmije. Od tada na Mljetu nema zmija otrovnica, ali je i mnogo manje divljači. Mungos je u danom trenutku počeo stvarati probleme lokalnom stanovništvu jer je počeo napadati perad. Uz mungosa, na Mljetu od veće divljači obitavaju divlje svinje (latinski: Sus scrofa), jeleni lopatari (latinski: Dama dama) i mufloni. Podmorski svijet je bogat raznom bijelom i plavom ribom, školjkašima te rakovima.
Životinjski svijet Nacionalnog parka Mljet u tipičnim krškim podzemnim staništima poput polušpilja, špilja i jama još nije u potpunosti istražen. Neki od endemskih beskralježnjaka poput Strouhaloniscus meledensis, Pergamasus meledensis, Otiorrhynchus meledanus i Meledella werneri ime su dobili upravo po Mljetu gdje su prvi put pronađeni.
Na otoku je zabilježeno pet vrsta zmija i šest vrsta guštera. Od guštera svoje stanište su ovdje pronašli zelembać (latinski: Lacerta viridis), oštroglava gušterica (latinski: Lacerta oxycephala), obična gušterica (latinski: Lacerta melisellensis) i kućni macaklin ili tarantela (latinski: Hemidactilus turcicus). Zmije su na otoku zahvaljujući mungosu gotovo u potpunosti istrijebljene. Ptičji svijet je bogat i raznovrstan pogotovo za vrijeme seobe. Tada borovu šumu i makiju nastanjuju ptice poput zeba (latinski: Fringilidae), crvendaća (latinski: Erithacus rubecula) i kosa (latinski: Turdus merula), dok se za vrijeme proljeća i ljeta može vidjeti i čuti slavuje (latinski: Luscinia megarhynchos). Od ptica grabljivica u NP Mljet obitavaju vjetruše (latinski: Falco tinnunculus), kopci (latinski: Accipiter nisus), škanjci osaši (latinski: Pernis apivorus), ćuk (latinski: Otus scops), šumska sova (latinski: Strix aluco) i ušara (latinski: Bubo bubo). Od manjih sisavaca može se naći poljski miš (latinski: Apodemus mystacinus), jež (latinski: Erinaceus europeus), više vrsta šišmiša (latinski: Chiroptera), obični puh (latinski: Glis glis), kuna bjelica (latinski: Martes foina) i obični zec (latinski: Lepus europaeus).
U Velikom jezeru obitava jedina endemska meduza Hrvatske, Aurelia Relicta koja naraste i preko pola metra u promjeru, a nema žarnjake pa nije opasna.

## Mljetska jezera
Veliko jezero (zapravo, zaljev koji je kod Solina povezan s otvorenim morem) nastalo je potapanjem krškog polja. Veliko jezero ima površinu od 1,45 km2, najveća mu je dužina 2,5 km, a širina 1 km. Najveća dubina Velikog jezera iznosi 46 metara. Veliko se jezero spaja s otvorenim morem dugim i širokim kanalom, na mjestu koje se zove Veliki most, a od tog se mjesta širi u Solinski kanal i zatim se spaja s otvorenim morem. Veliki je most prije 1958. godine bio plići i uži nego danas, što je rezultiralo stvaranjem jake morske struje, koja se mijenjala svakih šest sati. Za vrijeme plime ili oseke struje je ili ulazila ili izlazila iz jezera. Na tom su mjestu benediktinci izgradili mlin, kojeg je pokretala struja, i služio je za proizvodnju soli (mjesto Soline, u neposrednoj blizini, po tome je dobilo ime). Veliki je most srušen 1958. godina kako bi predsjednik SFRJ Josip Broz Tito mogao ući u jezero sa svojom jahtom.
Malo jezero se nalazi na sjeverozapadnom dijelu velikog jezera i s njime je spojen kanalom dugim 30 metara i dubokim do 0,5 metara, kroz koji također ovisno o plimi i oseki, teče jaka morska struja. Kanal se nalazi na mjestu koje se zove Mali most. Površina jezera iznosi 0,25 km2, a najveća mu je dubina 29 metara. More se u Malom jezeru slabo izmjenjuje pa ono ima svojstvo lagune.

## Otočić Sveta Marija
U južnom dijelu Velikog jezera nalazi se maleni otočić veličina 120 m x 200 m. Na njemu su pronađeni ostaci rimske građevine, ali je daleko najpoznatiji po samostanu benediktinaca koji su na otok došli u 12. stoljeću. Dolazak benediktinaca iz Apulije je izazvao nezadovoljstvo kod domaćih benediktinaca  (benediktinski samostan na Lokrumu je izgrađen 1203. godine) pa je pravo na otok talijankim benediktincima dao i zahumski župan Desin (u nekim izvorima zahumski knez Desa). Benediktinci su najprije na otočiću izgradili samostan, a zatim (krajem 12. stoljeća) i crkvu. Romanički je samostan više puta pregrađivan. Današnja je zgrada dvokatna renesansna građevina koju s dvije strane omeđuje dvorište, a glavni trakt, prema dvorištu, ima arkadni hodnik. Na jugoistočnom je uglu izgrađena obrambena kula, pa sve građevine, uključujući i crkvu čine obrambenu cjelinu. Samostan je napušten 1869. godine i za taj se događaj veže legenda da su benediktinci prokleli stanovništvo otoka tako da su sve radili obrnutim redoslijedom. U molitvenu su procesiju išli u smjeru obrnuto od kazaljke na satu, svijeće kad bi upalili okrenuli bi ih naopako, dok su molitve izgovarali od kraja prema početku. U samostanu su kao redovnici boravili mnogi poznati znanstvenici i umjetnici. Najpoznatiji stanovnici mljetskog samostana bili su dubrovački pjesnici Mavro Vetranović i Ignjat Đurđević te jedan od najpoznatijih bizantologa svog vremena Anselmo Banduri. Crkva sv. Marije u sklopu samostana jednobrodna je romanička (apulijska) građevina podignuta po uzoru na onu koju su benediktinci imali u Monte Garganu. Crkva je pregrađena i proširena u 16. stoljeću i tada je na trijem postavljen grb Gundulića.

## Rimska palača
U 3. stoljeću Rimljani su sagradili ljetnikovac u zaljevu, koji je bio potpuno zaštićen od udara bilo kojih vjetrova, ali su za odabir lokacije za gradnju palače bili presudni blizina i izvor pitke vode, koji još uvijek postoji u mjestu. Prema legendi, palaču je, prema uzoru na rimske zaseoke iz doba Carstva dao izgraditi Agezilaj iz Anazarba u Kalikiji. Agezilaj se na Mljet sklonio zajedno sa sinom, pjesnikom Opijanom, nakon što ga je rimski car, Septimije Sever, protjerao. Legenda dalje kaže da ih je car Karakala oslobodio od zatočeništva nakon što mu je pjesnik sročio nadahnute stihove o ljepoti mora i ribarenja. Opijan i njegov otac odbili su povratak u Rim, opravdavajući se kako svoje malo carstvo nikad ne bi mijenjali za veliko i pritom su caru poslali granu alepskog bora s ptičjim gnjezdom u kojem je bila školjka. U zajedničku cjelinu s palačom ulaze još i ostaci termi u kojima je pronađen mozaik ptice ždrala, koja je bila simbolom Istočnih Gota, arsenal te skladište za galije. Kasnije su uz palaču bile izgrađene dvije ranokršćanske bazilike po uzoru na solinske bazilike.

## Znamenitosti Nacionalnog parka Mljet
- Potpuno očuvane šume alepskog bora, hrasta crnike i makije
- Sustav slanih jezera, međusobno povezanih s morem
- Otočić Sveta Marija
- Ostaci rimske palače i cijelog fortifikacijskog sklopa u Polačama
- Ostaci ilirske utvrde na brdu iznad Velikog jezera
- Geomorfološki lokalitet Zakamenica, na kojem je more tokom godina u otoku napravilo skulpturu biskupa i dva amfiteatra
- Solinski kanal i Vrata od Solina, na kojem su benediktinci postavili veliki kameni križ s natpisom na glagoljici

## Vanjske poveznice
- Nacionalni park Mljet
- Zaštita prirode - NP Mljet